# Linea Karasuma
La linea Karasuma (烏丸線?, Karasuma-sen), o linea K, è una delle due linee della metropolitana di Kyoto, gestita dall'operatore Kyōto City Transportation Bureau a Kyoto, nella prefettura omonima, in Giappone. È contrassegnata dal colore verde e le sue stazioni sono indicate con una "K" seguita da un numero.

## Percorso
La linea scorre, nella sua parte centrale, sotto la strada Karasuma ( (烏丸通り?, Karasuma-dōri)), e da qui deriva il nome. Presso la stazione di Karasuma-Ōike la linea incontra la linea Tōzai, l'altra linea del sistema metropolitano di Kyoto, e alla stazione di Shijō è presente l'interscambio con la linea suburbana Hankyū Kyōto che collega Kyoto con Osaka, presso la stazione di Karasuma. Procedendo a sud, la linea serve la stazione di Kyoto dove è possibile effettuare l'interscambio sulle diverse linee JR West, la linea Kintetsu Kyōto e il Tōkaidō Shinkansen, il treno ad alta velocità che collega Tokyo a Osaka e prosegue quindi a sud.
La linea continua quindi uscendo da Kyoto e spingendosi verso sud fino alla stazione di Takeda, dove alcuni treni terminano la corsa, mentre altri continuano senza rottura di carico innestandosi sulla linea Kintetsu Kyoto fino alla stazione di Nara, salendo quindi in superficie.

## Storia
La linea è stata completata il 29 maggio 1981 fra le stazioni di Kitaōji e di Kyoto, e sette anni dopo è stata estesa fino a Takeda. Dallo stesso anno sono iniziati anche i servizi in cooperazione con le Ferrovie Kintetsu fino alla stazione di Shin-Tanabe. Nel 1990 il capolinea nord è arrivato a Kitayama, mentre l'ultima estensione risale al 1997, fino al nuovo capolinea nord di Kokusaikaikan. Nell'anno 2000 i servizi in cooperazione con Kintetsu sono stati estesi alla stazione di Kintetsu Nara.

## Elenco delle stazioni
| Numero                                              | Stazione Sottotitolo                                     | Giapponese                                                | Distanza da stazione precedente                     | Distanza totale                                                                                           | Passeggeri medi al giorno (2009)                                                                          | Collegamenti | Posizione                                                                                                 |
| --------------------------------------------------- | -------------------------------------------------------- | --------------------------------------------------------- | --------------------------------------------------- | --- | --- | --- | --- |
| K01                                                 | Kokusaikaikan Dōshisha Iwakura Campus Mae                | 国際会館 同志社岩倉キャンパス前                           | -                                                   | 0.0 | 19,939 | Ferrovie Eizan: Linea Kurama (presso la stazione di Iwakura) | Sagyō-ku                                                                                                  |
| K02                                                 | Matsugasaki Takaragaike jidōsha kyōshūsho mae            | 松ヶ崎 宝池自動車教習所前                                 | 1.6                                                 | 1.6 | 10,304 | | Sagyō-ku                                                                                                  |
| K03                                                 | Kitayama Kyōto concert hall mae                          | 北山 京都コンサートホール前                               | 1.0                                                 | 2.6 | 13,106 | | Kita-ku                                                                                                   |
| K04                                                 | Kitaōji Ōtani Daigaku mae                                | 北大路 大谷大学前                                         | 1.2                                                 | 3.8 | 28,317 | | Kita-ku                                                                                                   |
| K05                                                 | Kuramaguchi Arkray kabushikigaisha Kyōto Kenkyūsho mae   | 鞍馬口 アークレイ株式会社京都研究所前                     | 0.8                                                 | 4.6 | 9,657 | | Kamigyō-ku                                                                                                |
| K06                                                 | Imadegawa Dōshisha mae                                   | 今出川 同志社前                                           | 0.8                                                 | 5.4 | 21,298 | | Kamigyō-ku                                                                                                |
| K07                                                 | Marutamachi Daigaku chūgaku kōtōgakkō Heian Jōgakuin mae | 丸太町 大学（国際観光学部）・中学 ・高等学校 平安女学院前 | 1.5                                                 | 6.9 | 19,997 | | Nakagyō-ku                                                                                                |
| K08                                                 | Karasuma-Oike Adachi Hospital mae                        | 烏丸御池 足立病院前                                       | 0.7                                                 | 7.6 | 37,430 | Metropolitana di Kyoto: Linea Tōzai (T13) | Nakagyō-ku                                                                                                |
| K09                                                 | Shijō Daimaru Department Store                           | 四条 大丸京都店前                                         | 0.9                                                 | 8.5 | 86,882 | Ferrovie Hankyū: Linea principale Kyōto (Stazione di Karasuma) | Shimogyō-ku                                                                                               |
| K10                                                 | Gojō Sunchlorella mae                                    | 五条 サン・クロレラ前                                     | 0.8                                                 | 9.3 | 11,624 | | Shimogyō-ku                                                                                               |
| K11                                                 | Kyoto Porta mae                                          | 京都 ポルタ前                                             | 1.0                                                 | 10.3 | 103,660                                                                                                   | Central Japan Railway Company: Tōkaidō Shinkansen West Japan Railway Company: Linea principale Tōkaidō (Linea JR Kyōto, Linea Biwako) Linea Kosei Linea principale San'in (Linea Sagano) Linea Nara Ferrovie Kintetsu: Linea Kintetsu Kyōto | Shimogyō-ku                                                                                               |
| K12                                                 | Kujō                                                     | 九条                                                      | 0.8                                                 | 11.1 | 3,843 | | Minami-ku                                                                                                 |
| K13                                                 | Jūjō NS Slitter Nishimura seisakusho mae                 | 十条 NSスリッター 西村製作所前                            | 0.7                                                 | 11.8 | 5,953 | | Minami-ku                                                                                                 |
| K14                                                 | Kuinabashi Ryūkoku University mae                        | くいな橋 龍谷大学前                                       | 1.2                                                 | 13.0 | 4,956 | | Fushimi-ku                                                                                                |
| K15                                                 | Takeda                                                   | 竹田                                                      | 0.7                                                 | 13.7 | 47,621 | Ferrovie Kintetsu: Linea Kintetsu Kyōto | Fushimi-ku                                                                                                |
| Servizio in collaborazione con le Ferrovie Kintetsu | Servizio in collaborazione con le Ferrovie Kintetsu      | Servizio in collaborazione con le Ferrovie Kintetsu       | Servizio in collaborazione con le Ferrovie Kintetsu | Servizio locale: fino alla stazione di Shin-Tanabe Servizio espresso: fino alla stazione di Kintetsu Nara | Servizio locale: fino alla stazione di Shin-Tanabe Servizio espresso: fino alla stazione di Kintetsu Nara | Servizio locale: fino alla stazione di Shin-Tanabe Servizio espresso: fino alla stazione di Kintetsu Nara | Servizio locale: fino alla stazione di Shin-Tanabe Servizio espresso: fino alla stazione di Kintetsu Nara |